# جونگ سونگ-اوک
جونگ سونگ-اوک (انگلیسی: Jong Song-ok؛ زادهٔ ۱۸ اوت ۱۹۷۴) دونده ماراتن زن اهل کره شمالی بود.